# バニョーリ・ディ・ソプラ
バニョーリ・ディ・ソプラ（伊: Bagnoli di Sopra）は、イタリア共和国ヴェネト州パドヴァ県にある、人口約3,400人の基礎自治体（コムーネ）。

## 地理

### 位置・広がり
パドヴァ県南東部のコムーネ。ロヴィーゴから北北東へ15km、県都パドヴァから南へ25km、キオッジャから西へ31km、州都ヴェネツィアから南西へ44kmの距離にある。

#### 隣接コムーネ
隣接するコムーネは以下の通り。
- アーニャ
- アングイッラーラ・ヴェーネタ
- アッレ
- コンセルヴェ
- トリバーノ

### 気候分類・地震分類
気候分類では、zona E, 2466 GGに分類される。
また、イタリアの地震リスク階級 (it) では、zona 3 (sismicità bassa) に分類される。

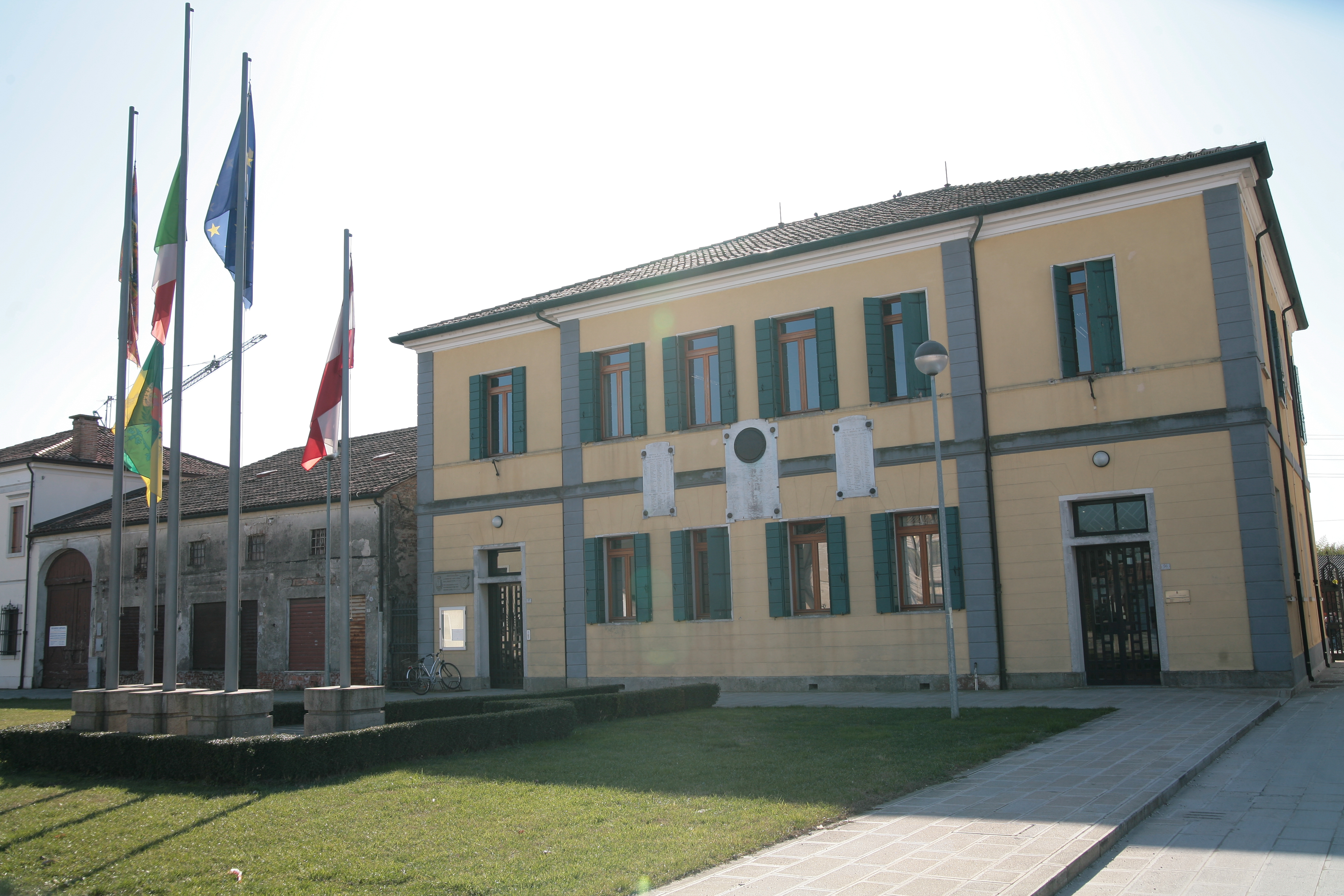
市庁舎
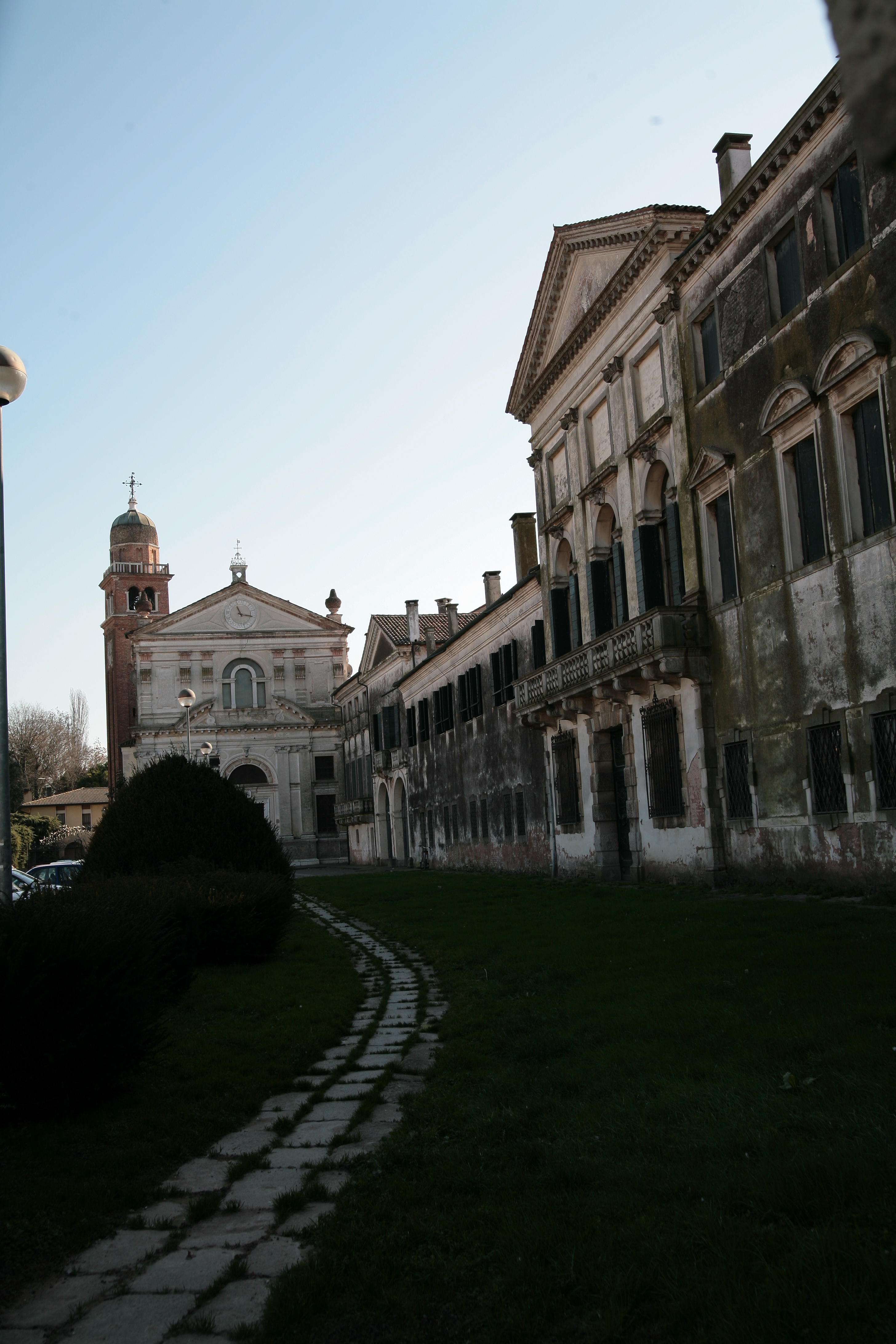
ヴィッラ・ヴィッドマンと教会
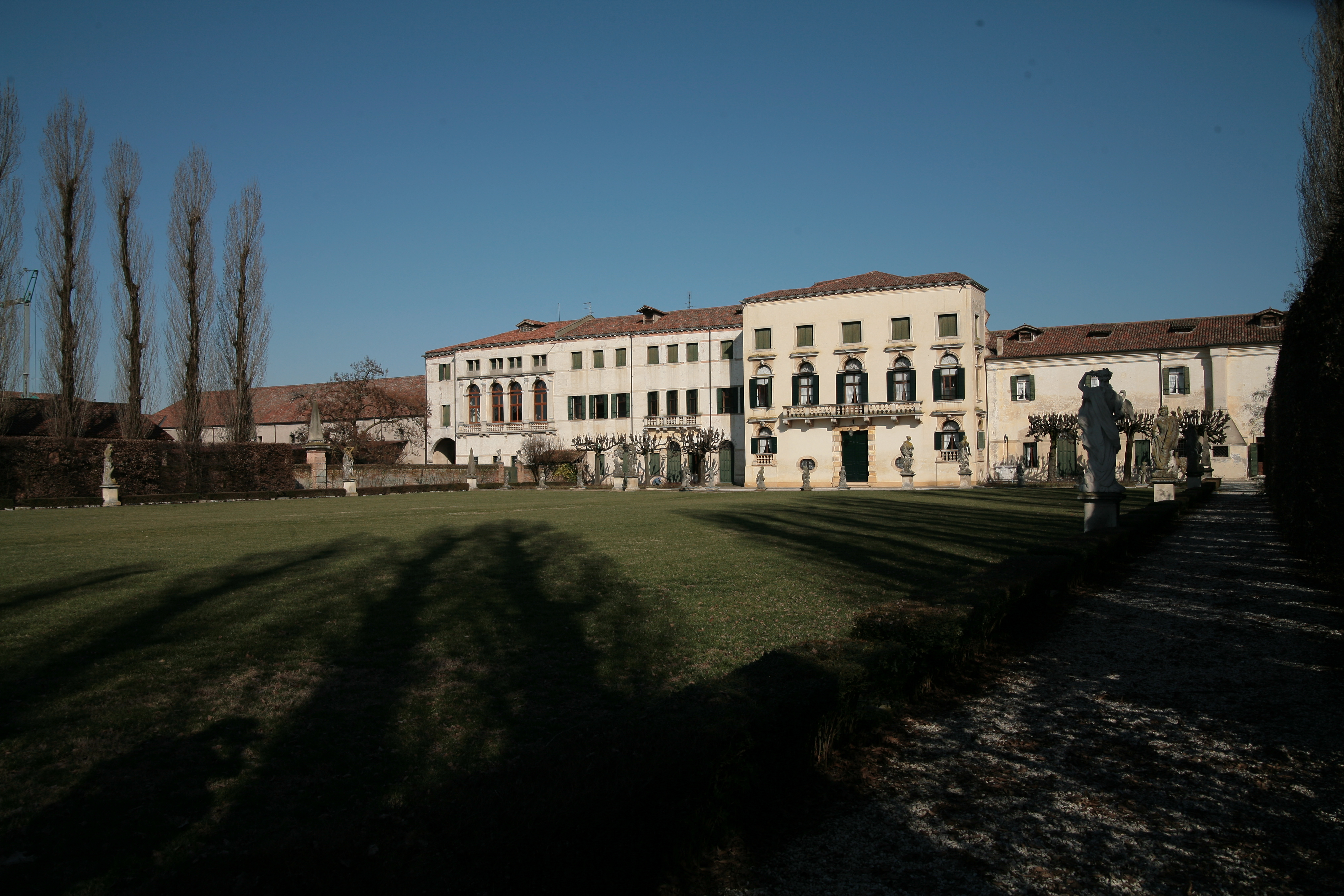
ヴィッラ・ヴィッドマン
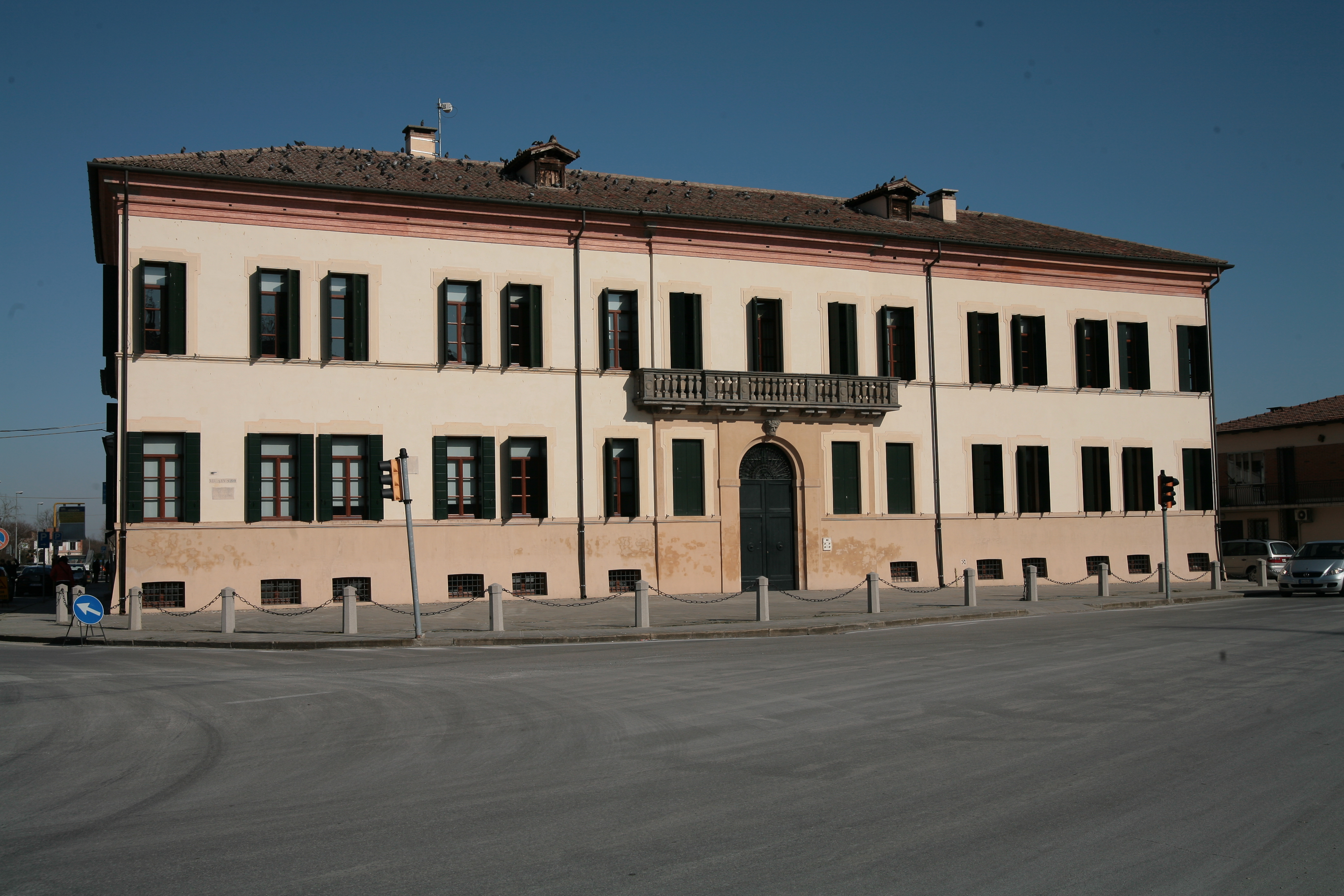
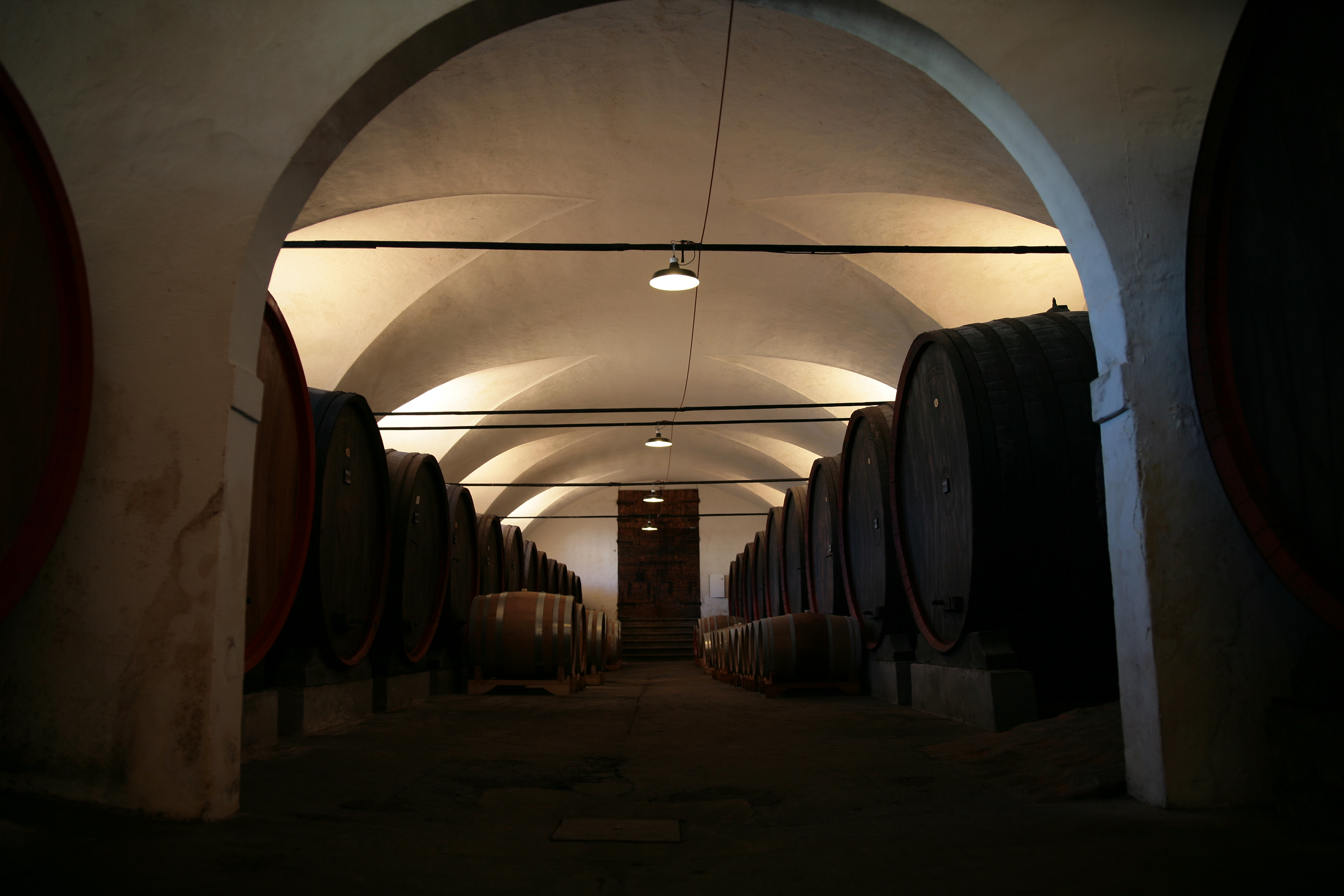
ヴィッラ・ヴィッドマンのワイン蔵（カンティーナ）

## 行政

### 分離集落
バニョーリ・ディ・ソプラには、以下の分離集落（フラツィオーネ）がある。
- Olmo, Prejon, San Siro

## 歴史
16世紀から18世紀頃にこの地を支配していたヴェネツィア共和国の貴族達は、ヴェネツィア本土から離れた土地に豪奢な家屋（ヴィッラ Villa）を建て休息の地としていたが、バニョーリ・ディ・ソプラにもウィッドマン家のヴィッラがあり、現在でもワイン醸造が行われている。

## 産業
この地では、ヴェネト州東部を中心に栽培されるブドウ品種ラボーゾ・ピアーヴェ（別名フリウラーロ）を主体としたバニョーリ・フリウラーロ (Bagnoli Friularo) という赤ワインを生産しており、2011年にはD.O.C.G.ワインに認定された。なかでもバニョーリ・ディ・ソープラは中核となるクラッシコ地区に指定されている。

## 姉妹都市
- Hard、オーストリア 1986年